# رود ناکاما
رود ناکاما (به لاتین: Nakama River) یک رود در ژاپن است که در استان اوکیناوا واقع شده‌است.